# Вулиця Тернопільська (Хмельницький)
Ву́лиця Терно́пільська є однією з головних магістралей Південно-Західного мікрорайону. Пролягає від вулиці Кам'янецької до Львівського шосе (круг біля заводу «Катіон»).

## Історія виникнення
Виникла в першій половині 1960-х років під час формування та інтенсивної забудови цього мікрорайону. Пролягає від вулиці Кам'янецької до виїзду з міста у напрямку на Тернопіль. Звідси і походить назва вулиці.

## Підприємства

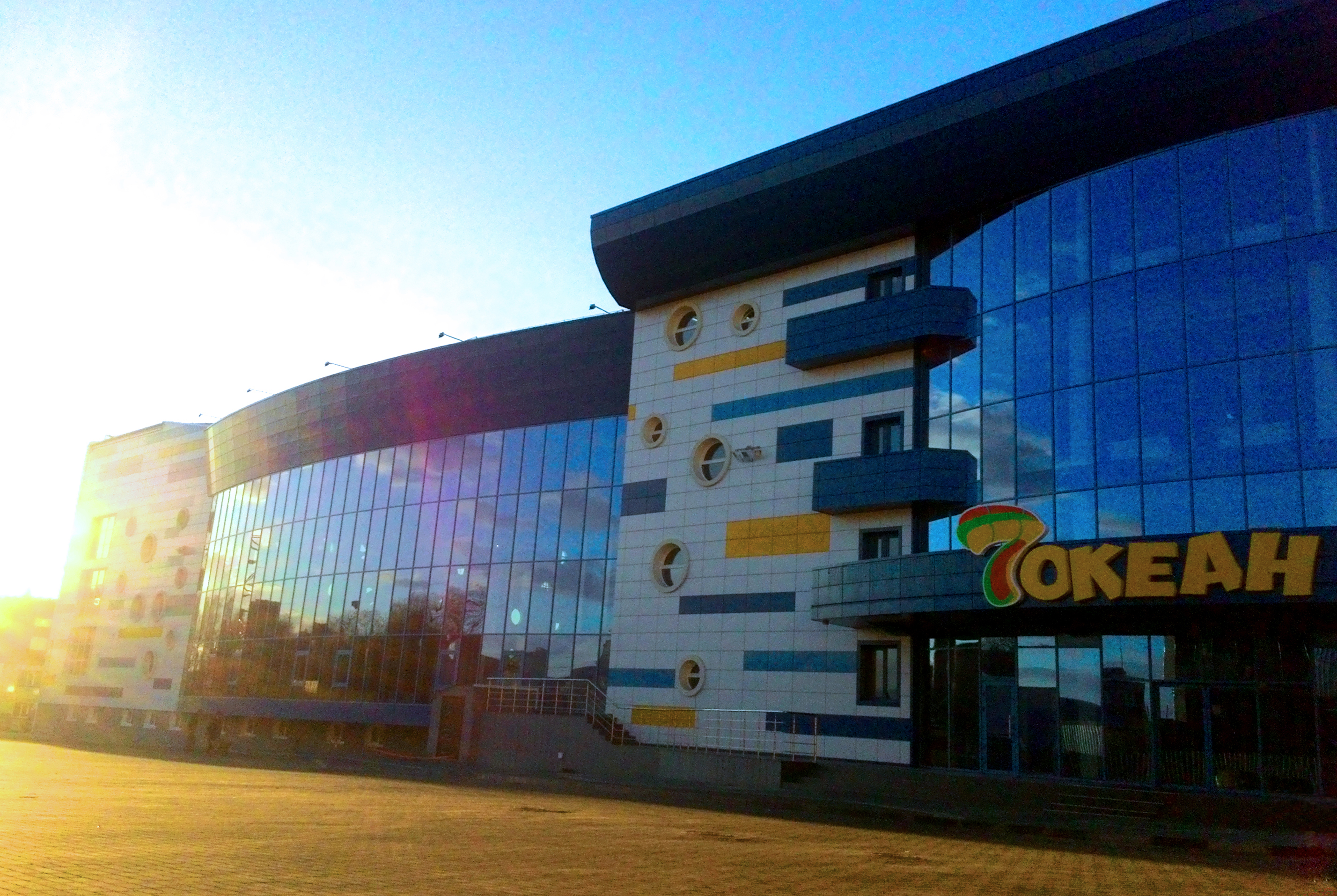
Аквапарк «Сьомий океан»

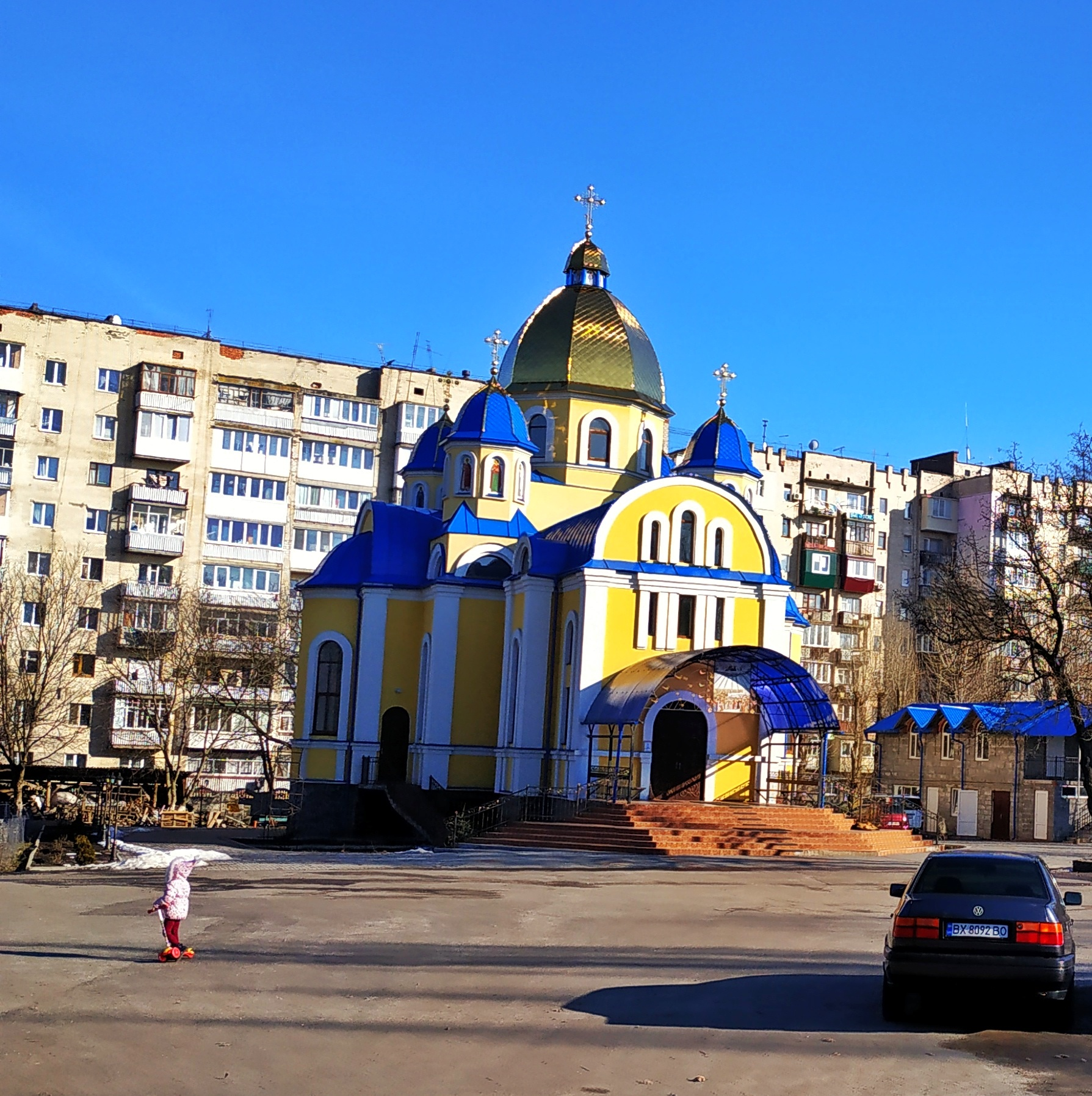
Храм Всіх Святих землі Української

- Тернопільська, 8. Хлібокомбінат. У 1965 році за цією адресою став до ладу новий хлібозавод. Незабаром на базі цього хлібозаводу (№ 1) та вже існуючого (завод на вул. Шевченка) створено хлібокомбінат — основний хлібовиробник міста.

- Тернопільська, 15/2. Тролейбусний парк міського комунального підприємства «Електротранс». 24 грудня 1970 року в місті введено в дію першу тролейбусну лінію, яка пролягла від заводу «Катіон» до залізничного вокзалу й мала довжину 16 км. Регулярний рух почали здійснювати 12 тролейбусів марки «Київ-6». Того ж року почало діяти тролейбусне управління та депо. В 1971 році прокладено тролейбусну лінію до мікрорайону Ракове, в 1972 році — по Старокостянтинівському шосе та проспекту Миру. Станом на 2018 рік довжина тролейбусних ліній сягає 92 км.

- Тернопільська, 17. Державне підприємство «Новатор». У 1966 році на південно-західній околиці міста став до ладу радіотехнічний завод — підприємство військово-промислового комплексу, яке стало найбільшим (понад 7 тисяч працюючих) підприємством міста. В 1981 році на базі радіотехнічного заводу створено виробниче об'єднання «Новатор» — провідний виробник навігаційних приладів та обладнання для авіації в СРСР. Сьогодні «Новатор» продовжує займати провідні позиції у радіоелектронній галузі країни, додавши до своєї основної продукції виробництво телевізорів, телефонних апаратів, залізничних радіостанцій, водолічильників та ін.

- Тернопільська, 19.  Завод «Катіон»  Підприємство електронної промисловості, стало до ладу в 1969 році, було одним із найбільших на теренах СРСР виробником конденсаторів. В 1971 році розпочато випуск мінітелевізорів «Електроніка». В 1977 році на базі заводу «Катіон» створено виробниче об'єднання «Катіон», в яке також увійшов науково-дослідний інститут «Букон». В 1983 році на «Катіоні» випущено мільйонний телевізор, завод вийшов на міжнародний ринок — 2/3 продукції йшло на експорт (Італія, Німеччина, Польща) та інші). Від 2006 року — товариство з обмеженою відповідальністю «Хмельницький завод „Катіон“».

## Заклади освіти
- Тернопільська, 14 Технологічний багатопрофільний ліцей Розпочав свою діяльність як середня школа № 4 м. Хмельницького у 1970 році. Рішенням міської ради від 21 червня 2000 року школу було реорганізовано в навчально-виховне об'єднання № 4 «Загальноосвітня школа дитячий садок», шляхом злиття загальноосвітньої школи І-III ступенів № 4 та дошкільного закладу № 7. 15 травня 2002 року Хмельницька міська рада приймає рішення про створення навчально-виховного об'єднання № 4 «Дошкільний заклад загальноосвітня школа І ступеня» та Технологічного багатопрофільного ліцею із загальноосвітніми класами II—III ступенів у складі навчально-науково-виробничого комплексу Технологічного університету Поділля (сьогодні Хмельницький національний університет) із конкурсним відбором до 10-х класів. Від 2007 року ліцей — експериментальний навчальний заклад Академії педагогічних наук України.

- Тернопільська 15/2 Державний навчальний заклад «Вище професійне училище № 11 м. Хмельницького» Хмельницьке технічне училище № 1, створене згідно з наказом Вінницького міжобласного управління профтехосвіти у травні 1966 року на базі Хмельницького радіотехнічного заводу. У 2000 році навчальний заклад одержав статус Вищого професійного училища № 11 та перепрофілювався на підготовку висококваліфікованих робітничих кадрів у сфері ремонту автотранспорту та побутової техніки. У 2010 році після чергової атестації училище отримало назву Державний навчальний заклад «Вище професійне училище № 11 м. Хмельницького».

- Тернопільська, 40/1  Хмельницький професійний ліцей електроніки  Технічне училище № 18 створене наказом Державного комітету по професійно-технічній освіті від 11 червня 1975 року № 73 створено, як філію ТУ № 1. Статус професійного ліцею електроніки ПТУ № 18 отримав у вересні 2003 року.

## Релігійні споруди
- Тернопільська, 24 Храм Всіх святих землі української ПЦУ Храм освячено 24 вересня 2017 року Святійшим Патріархом Київським і всієї Руси-України Філаретом.